# 加藤充明
加藤 充明（かとう みちあき、1959年6月23日 - ）は、静岡県出身の日本の実業家。小糸製作所専務取締役を経て、同社代表取締役社長。
明治学院大学経済学部卒。

## 経歴
- 1982年4月 -  小糸製作所入社
- 2004年6月 -  欧米部長
- 2005年6月 -  取締役
- 2011年6月 -  常務取締役
- 2012年6月 -  常務執行役員
- 2013年6月 -  取締役常務執行役員
- 2017年6月 -  専務取締役
- 2021年6月 - 代表取締役社長[2]